# Cyclosa insulana
Cyclosa insulana (O. G. Costa, 1834) è un ragno appartenente alla famiglia Araneidae.

## Distribuzione
La specie è stata reperita in diverse località della regione che si estende dal Mediterraneo alle Filippine, ed è stata rinvenuta anche in Australia

## Tassonomia
Al 2013 non sono note sottospecie e dal 2010 non sono stati esaminati nuovi esemplari.